# Кітті Фойл (фільм)
Кітті Фойль (англ. Kitty Foyle) — американська мелодрама Сема Вуда 1940 року з Джинджер Роджерс в головній ролі.

## Сюжет
Живучи у Філадельфії Він Страффорд, великий бос, і Кітті Фойл, його службовець, люблять один одного. Кітті чекає пропозиції. Але не все так просто.
Зустріч в Нью-Йорку з романтичним, але бідним доктором Марком Айзеном. Пропозиція руки й серця Страффорда. Весілля далеко від рідних. Їх неприйняття невістки. Соціальна нерівність секретарки й ділка з вищого суспільства. Розлучення, підлеглий обставинам. Другий шлюб Страффорда. Пропозиція доктора Айзена. До чого ж це все призведе?

## У ролях
- Джинджер Роджерс — Кітті Фойл
- Денніс Морган — Він Страффорд
- Джеймс Крейг — Марк
- Едуардо Чіаннеллі — Гіоно
- Ернест Коссарт — Поп
- Гледіс Купер — місис Страффорд
- Одетт Мертіл — Дельфіна Детейл
- Мері Трін — Пат
- Кейті Стівенс — Моллі
- Волтер Кінгсфорд — містер Кенетт

## Нагороди
За цей фільм Джинджер Роджерс отримала «Оскар» 1941 за найкращу жіночу роль, обійшовши при цьому таких іменитих суперниць як Бетті Девіс, Джоан Фонтейн і Кетрін Гепберн.
Фільм також номінувався на «Оскар» у категоріях:
- найкращий фільм
- найкращий режисер
- найкращий сценарій
- найкращий звук